# Ruellia
Ruellia is een geslacht uit de acanthusfamilie (Acanthaceae). De soorten uit het geslacht komen voor in Noord-Amerika, Centraal-Amerika, Zuid-Amerika, tropisch en zuidelijk Afrika, tropisch Azië en Australië.

## Soorten
- Ruellia acutangula Nees
- Ruellia adenocalyx Lindau
- Ruellia adenostachya Lindau
- Ruellia affinis (Schrad.) T.Anderson
- Ruellia albopurpurea Benoist
- Ruellia alboviolacea Lindau
- Ruellia amabilis S.Moore
- Ruellia amapensis Wassh.
- Ruellia amarilla E.A.Tripp & Luján
- Ruellia amoena Sessé & Moc.
- Ruellia amplexicaulis (Nees) Lindau
- Ruellia anamariae A.S.Reis, A.Gil & Kameyama
- Ruellia anaticollis Benoist
- Ruellia angustiflora (Nees) Lindau ex Rambo
- Ruellia angustifolia Sw.
- Ruellia angustior (Nees) Lindau
- Ruellia ansericollis Benoist
- Ruellia anthracina Leonard
- Ruellia antiquorum Wassh. & J.R.I.Wood
- Ruellia aquatica Leonard
- Ruellia asperula (Mart. & Nees) Lindau
- Ruellia aurantiaca Leonard
- Ruellia bahiensis (Nees) Morong
- Ruellia baikiei (Hook.) Benth. & Hook.f. ex Salomon
- Ruellia baurii C.B.Clarke
- Ruellia beckii Wassh. & J.R.I.Wood
- Ruellia beddomei C.B.Clarke
- Ruellia bella Craib
- Ruellia benedictina Chiov.
- Ruellia beniana J.R.I.Wood
- Ruellia beyrichiana (Nees) S.Moore
- Ruellia bignoniiflora S.Moore
- Ruellia biolleyi Lindau
- Ruellia blanchetiana (Moric.) Lindau
- Ruellia blechioides Sw.
- Ruellia blechum L.
- Ruellia blumei Steud.
- Ruellia bolivarensis Wassh.
- Ruellia boliviana Govaerts
- Ruellia boranica Ensermu
- Ruellia borneensis (S.Moore) E.A.Tripp & I.Darbysh.
- Ruellia bourgaei Hemsl.
- Ruellia brachysiphon (Nees) Hiern
- Ruellia bracteata R.Br.
- Ruellia brandbergensis Kers
- Ruellia breedlovei T.F.Daniel
- Ruellia brevifolia (Pohl) C.Ezcurra
- Ruellia bulbifera Lindau
- Ruellia burttii Vollesen
- Ruellia californica (Vasey & Rose) I.M.Johnst.
- Ruellia calimensis Wassh.
- Ruellia capuronii Benoist
- Ruellia caracasana (Klotzsch & H.Karst. ex Nees) V.M.Badillo
- Ruellia carmenaemiliae Llamozas
- Ruellia carnea Balf.f.
- Ruellia caroliniensis (J.F.Gmel.) Steud.
- Ruellia caucensis Leonard
- Ruellia cearensis Lindau
- Ruellia cedilloi Ramamoorthy
- Ruellia chamaedrys (Nees) Angely
- Ruellia chariessa Leonard
- Ruellia chartacea (T.Anderson) Wassh.
- Ruellia ciconiicollis Benoist
- Ruellia ciliata Hornem.
- Ruellia ciliatiflora Hook.
- Ruellia coccinea (L.) Vahl
- Ruellia colombiana Leonard
- Ruellia colonensis Wassh.
- Ruellia comonduensis T.F.Daniel
- Ruellia congoensis Benoist
- Ruellia conzattii Standl.
- Ruellia cooperi Leonard
- Ruellia cordata Thunb.
- Ruellia corynotheca F.Muell. ex Benth.
- Ruellia corzoi Tharp & F.A.Barkley
- Ruellia costaricensis (Oerst.) E.A.Tripp & McDade
- Ruellia costata (Nees) Hiern
- Ruellia cuatrecasasii Wassh.
- Ruellia currorii T.Anderson
- Ruellia curviflora Nees & Mart.
- Ruellia cuyabensis Wassh.
- Ruellia cyanea Bojer ex Nees
- Ruellia davisiorum Tharp & F.A.Barkley
- Ruellia decaryi Benoist
- Ruellia decipiens Nees
- Ruellia delascioi Wassh.
- Ruellia densa Hiern
- Ruellia densiflora Hemsl.
- Ruellia dequairei Benoist
- Ruellia detonsa Benoist
- Ruellia devosiana Jacob-Makoy ex É.Morren
- Ruellia dielsii Mildbr.
- Ruellia dioscoridis Napper
- Ruellia discifolia Oliv.
- Ruellia discolor Lecchi ex Colla
- Ruellia dissidens Benoist
- Ruellia dissimilis J.B.Imlay
- Ruellia dissitifolia (Nees) Hiern
- Ruellia dissoluta Lindau
- Ruellia dolichosiphon Wassh. & J.R.I.Wood
- Ruellia domatiata I.Darbysh. & E.A.Tripp
- Ruellia domingensis (Nees) Lindau
- Ruellia donnell-smithii Leonard
- Ruellia drummondiana (Nees) A.Gray
- Ruellia drushelii Tharp & F.A.Barkley
- Ruellia edwardsae Tharp & F.A.Barkley
- Ruellia elegans Poir.
- Ruellia epallocaulos Leonard ex C.Ezcurra & Wassh.
- Ruellia erythropus (Nees) Lindau
- Ruellia eumorphantha Lindau
- Ruellia eurycodon Lindau
- Ruellia exilis McDade & E.A.Tripp
- Ruellia exostemma Lindau
- Ruellia exserta Wassh. & J.R.I.Wood
- Ruellia fiherenensis Benoist
- Ruellia filicalyx Lindau
- Ruellia fiorii Chiov.
- Ruellia floribunda Hook.
- Ruellia foetida Humb. & Bonpl. ex Willd.
- Ruellia foliosepala T.F.Daniel
- Ruellia forsskolii Thulin
- Ruellia fruticosa Sessé & Moc. ex DC.
- Ruellia fulgens (Bremek.) E.A.Tripp
- Ruellia fulgida Andrews
- Ruellia furcata (Nees) Lindau
- Ruellia galactophylla Chiov.
- Ruellia galeottii Leonard
- Ruellia geayi (Benoist) E.A.Tripp
- Ruellia geminiflora Kunth
- Ruellia gilva Wassh.
- Ruellia glischrocalyx Lindau
- Ruellia golfodulcensis Durkee
- Ruellia gorgonensis Leonard
- Ruellia gracilis Rusby
- Ruellia grantii Leonard
- Ruellia grisea Leonard
- Ruellia gruicollis Benoist
- Ruellia guerrerensis T.F.Daniel
- Ruellia haematantha Lindau
- Ruellia haenkeana (Nees) Wassh.
- Ruellia hapalotricha Lindau
- Ruellia harveyana Stapf
- Ruellia haughtii (Leonard) E.A.Tripp
- Ruellia helianthema (Nees) Profice
- Ruellia herbstii (Hook.) Hiern
- Ruellia heterosepala Benoist
- Ruellia heterotricha Deflers
- Ruellia hirsutissima (Nees) E.A.Tripp
- Ruellia hirsutoglandulosa (Oerst.) Hemsl.
- Ruellia holm-nielsenii Wassh.
- Ruellia hookeriana (Nees) Hemsl.
- Ruellia humboldtiana (Nees) Lindau
- Ruellia humilis Nutt.
- Ruellia hygrophila Mart.
- Ruellia hygrophiloides (Nees) Hemsl.
- Ruellia hypericoides (Nees) Lindau
- Ruellia incomta (Nees) Lindau
- Ruellia indecora Benoist
- Ruellia inflata Rich.
- Ruellia insignis Balf.f.
- Ruellia intermedia Leonard
- Ruellia inundata Kunth
- Ruellia ischnopoda Leonard
- Ruellia jaliscana Standl.
- Ruellia japurensis Mart. ex Nees
- Ruellia jeddahica Hemaid
- Ruellia jimulcensis Villarreal
- Ruellia jussieuoides Schltdl. & Cham.
- Ruellia kerrii Craib
- Ruellia kleinii C.Ezcurra & Wassh.
- Ruellia kuriensis Vierh.
- Ruellia lactea Cav.
- Ruellia lanatoglandulosa (Nees) Lindau
- Ruellia lasiostachya Leonard
- Ruellia laslobasensis E.A.Tripp
- Ruellia latibracteata D.N.Gibson
- Ruellia latisepala Benoist
- Ruellia laxa (Nees) Lindau
- Ruellia lepidota Urb.
- Ruellia leptosepala Benoist
- Ruellia leucantha Brandegee
- Ruellia leucobracteatus Durkee
- Ruellia liesneri Wassh.
- Ruellia lindaviana Taub.
- Ruellia linearibracteolata Lindau
- Ruellia linifolia Benoist
- Ruellia lithophila Lindau
- Ruellia longepetiolata (Oerst.) Hemsl.
- Ruellia longifilamentosa Lindau
- Ruellia longifolia Rich.
- Ruellia longipedunculata Lindau
- Ruellia lutea (Leonard) E.A.Tripp & Luján
- Ruellia luzona Nees
- Ruellia luzoniensis Merr.
- Ruellia macarenensis Leonard
- Ruellia macrantha (Nees) Gower
- Ruellia macrophylla Vahl
- Ruellia macrosiphon Kurz
- Ruellia macrosolen Lillo ex C.Ezcurra
- Ruellia magniflora C.Ezcurra
- Ruellia makoyana Closon
- Ruellia malabarica Kostel.
- Ruellia malaca Leonard
- Ruellia malacophylla C.B.Clarke
- Ruellia malasica (C.B.Clarke) J.B.Imlay
- Ruellia matagalpae Lindau
- Ruellia matudae Leonard
- Ruellia maya T.F.Daniel
- Ruellia mcvaughii T.F.Daniel
- Ruellia megasphaera Lindau
- Ruellia menthoides (Nees) Hiern
- Ruellia metziae Tharp
- Ruellia microcalyx (Nees) Lindau
- Ruellia mira McDade & E.A.Tripp
- Ruellia misera Benoist
- Ruellia mollis (Nees) Lindau
- Ruellia monanthos (Nees) Bojer ex T.Anderson
- Ruellia morongii Britton
- Ruellia muelleri Tharp & F.A.Barkley
- Ruellia multifolia (Nees) Lindau
- Ruellia napoensis Wassh.
- Ruellia neoneesiana Wassh.
- Ruellia neowedia (Schrad.) Lindau
- Ruellia nitens (Nees) Wassh.
- Ruellia nitida (Nees) Wassh. & J.R.I.Wood
- Ruellia noctiflora (Nees) A.Gray
- Ruellia nocturna Hedrén
- Ruellia norvegigratiosa McDade & E.A.Tripp
- Ruellia novogaliciana T.F.Daniel
- Ruellia nudiflora (Engelm. & A.Gray) Urb.
- Ruellia nummularia Benoist
- Ruellia oaxacana Leonard
- Ruellia obliqua Pers.
- Ruellia obtusa Nees
- Ruellia occidentalis (A.Gray) Tharp & F.A.Barkley
- Ruellia ochroleuca Mart. ex Nees
- Ruellia odorata E.A.Tripp & McDade
- Ruellia ovalifolia (Oerst.) Hemsl.
- Ruellia oxysepala C.B.Clarke
- Ruellia palustris Durkee
- Ruellia panamensis (Lindau) E.A.Tripp
- Ruellia paniculata L.
- Ruellia panucana Lindau
- Ruellia parryi A.Gray
- Ruellia parva Hemsl.
- Ruellia parvifolia Urb.
- Ruellia patula Jacq.
- Ruellia pauciovulata Benoist
- Ruellia paulayana Vierh.
- Ruellia pedunculata Torr. ex A.Gray
- Ruellia pedunculosa (Nees) Lindau
- Ruellia pereducta Standl.
- Ruellia perrieri Benoist
- Ruellia petiolaris (Nees) T.F.Daniel
- Ruellia philippinensis Elmer
- Ruellia phyllocalyx Lindau
- Ruellia pilosa L.f.
- Ruellia pittieri Lindau
- Ruellia placoidea Rendle
- Ruellia poissonii Benoist
- Ruellia potamophila Leonard
- Ruellia praeclara Standl.
- Ruellia praetermissa Schweinf. ex Lindau
- Ruellia primulacea F.Muell. ex Benth.
- Ruellia primuloides (T.Anderson ex Benth.) Heine
- Ruellia pringlei Fernald
- Ruellia prostrata Poir.
- Ruellia proxima Lindau
- Ruellia pseudopatula Ensermu
- Ruellia pterocaulon Leonard
- Ruellia puberula (Leonard) Tharp & F.A.Barkley
- Ruellia pulcherrima T.Anderson ex Hemsl.
- Ruellia pulverulenta Leonard
- Ruellia pumila (Nees) Pav. ex B.D.Jacks.
- Ruellia purshiana Fernald
- Ruellia putumayensis Leonard
- Ruellia pygmaea Donn.Sm.
- Ruellia quadrisepala Benoist
- Ruellia quartziticola Callm., E.A.Tripp & Phillipson
- Ruellia rasa Hiern
- Ruellia rauhii Wassh.
- Ruellia reitzii Wassh. & L.B.Sm.
- Ruellia repens L.
- Ruellia richardsiae Vollesen
- Ruellia riedeliana (Nees) Profice
- Ruellia rubiginosa (Nees) Lindau
- Ruellia rubra Aubl.
- Ruellia rufipila Rizzini
- Ruellia ruiziana (Nees) Lindau
- Ruellia runyonii Tharp & F.A.Barkley
- Ruellia rusbyi Leonard
- Ruellia saccata Schmidt-Leb. & E.A.Tripp
- Ruellia saccifera Benoist
- Ruellia saeri Llamozas
- Ruellia salmeronensis Llamozas
- Ruellia salviifolius (Nees) Profice
- Ruellia sanguinea Griseb.
- Ruellia sarukhaniana Ramamoorthy
- Ruellia saulensis Wassh.
- Ruellia scabrifolia Valeton
- Ruellia sceptrum-marianum (Vell.) Stearn
- Ruellia schlechtendaliana (Nees) Hemsl.
- Ruellia schnellii Wassh.
- Ruellia serrana Profice
- Ruellia sessilifolia (Nees) Lindau
- Ruellia shaferiana Urb.
- Ruellia siamensis J.B.Imlay
- Ruellia silvaccola (Nees) Lindau
- Ruellia simplex C.Wright
- Ruellia singularis Benoist
- Ruellia siraensis Wassh.
- Ruellia sivarajanii Sreedevi, Remadevi & Binojk.
- Ruellia solitaria Vell.
- Ruellia sororia Standl.
- Ruellia spatulifolia Benoist
- Ruellia spectabilis (Hook.) G.Nicholson
- Ruellia spissa Leonard
- Ruellia splendidula (Nees) Lindau
- Ruellia sprucei Lindau
- Ruellia stelligera Benoist
- Ruellia stemonacanthoides (Oerst.) Hemsl.
- Ruellia stenophylla C.B.Clarke
- Ruellia steyermarkii Wassh.
- Ruellia strepens L.
- Ruellia subringens (Nees) Lindau
- Ruellia subsessilis (Nees) Lindau
- Ruellia suffruticosa Roxb.
- Ruellia tachiadena (Heine & A.Raynal) E.A.Tripp
- Ruellia tarapotana Lindau
- Ruellia terminalis (Nees) Wassh.
- Ruellia tessmannii Mildbr.
- Ruellia tetragona Link
- Ruellia tetrastichantha Lindau
- Ruellia thyrsostachya Lindau
- Ruellia togoensis (Lindau) Heine
- Ruellia tolimensis Leonard
- Ruellia tonduzii Lindau
- Ruellia trachyphylla Lindau
- Ruellia transitoria Benoist
- Ruellia treubiana Lindau
- Ruellia tuberosa L.
- Ruellia tubiflora Kunth
- Ruellia tubulata (Nees) Pav. ex B.D.Jacks.
- Ruellia turbinis Benoist
- Ruellia tuxtlensis Ramamoorthy & Y.H.Uribe
- Ruellia uribei Leonard
- Ruellia ventricosa Poir.
- Ruellia venusta Hance
- Ruellia verbasciformis (Nees) C.Ezcurra & Zappi
- Ruellia villanovensis Colla
- Ruellia villosa (Nees) Lindau
- Ruellia vincta Benoist
- Ruellia violacea Aubl.
- Ruellia viridiflora Leonard
- Ruellia viscidula Mart. ex Schrank
- Ruellia wasshauseniana E.A.Tripp
- Ruellia woodii C.B.Clarke
- Ruellia woolstonii C.Ezcurra
- Ruellia wurdackii Wassh.
- Ruellia yurimaguensis Lindau

... · 
Acanthopsis · 
Acanthus · 
Achyrocalyx · 
Afrofittonia · 
Ambongia · 
Ancistranthus · 
Andrographis · 
Angkalanthus · 
Anisacanthus · 
Anisosepalum · 
Anisotes · 
Anomacanthus · 
Aphanosperma · 
Aphelandra · 
Ascotheca · 
Asystasia · 
Avicennia · 
Ballochia · 
Barleria · 
Barleriola · 
Blepharis · 
Borneacanthus · 
Boutonia · 
Brachystephanus · 
Bravaisia · 
Brillantaisia · 
Brunoniella · 
Calacanthus · 
Calycacanthus · 
Camarotea · 
Carlowrightia · 
Celerina · 
Cephalacanthus · 
Chalarothyrsus · 
Chamaeranthemum · 
Chileranthemum · 
Chlamydacanthus · 
Chlamydocardia · 
Chorisochora · 
Chroesthes · 
Clinacanthus · 
Clistax · 
Codonacanthus · 
Conocalyx · 
Cosmianthemum · 
Crabbea · 
Crossandra · 
Crossandrella · 
Cyclacanthus · 
Cynarospermum · 
Cyphacanthus · 
Danguya · 
Dasytropis · 
Dichazothece · 
Dicladanthera · 
Dicliptera · 
Dischistocalyx · 
Duosperma · 
Dyschoriste · 
Ecbolium · 
Echinacanthus · 
Elytraria · 
Encephalosphaera · 
Eranthemum · 
Eremomastax · 
Filetia · 
Fittonia · 
Forcipella · 
Glossochilus · 
Graphandra · 
Graptophyllum · 
Gymnostachyum · 
Gypsacanthus · 
Hansteinia · 
Haplanthodes · 
Harpochilus · 
Hemigraphis · 
Henrya · 
Herpetacanthus · 
Heteradelphia · 
Holographis · 
Hoverdenia · 
Hulemacanthus · 
Hygrophila · 
Hypoestes · 
Ichthyostoma · 
Isoglossa · 
Isotheca · 
Jadunia · 
Justicia · 
Kalbreyeriella · 
Kosmosiphon · 
Kudoacanthus · 
Lankesteria · 
Leandriella · 
Lepidagathis · 
Megalochlamys ·
Ruellia · 
Strobilanthes · 
Thunbergia · 
...